# Hold Me Up
Hold Me Up es el tercer álbum de estudio de la banda originaria de Buffalo The Goo Goo Dolls lanzado el 16 de octubre de 1990. Este álbum es considerado su mayor debut en cuanto a sus dos primeros discos. Algunos consideran que este disco es un álbum Rock de garage. 
También marca el inicio de Johnny Rzeznik como guitarrista y vocalista de la banda, sustituyendo al bajista Robby Takac.
Y es en este álbum en el cual la banda lanza su primer sencillo y único del álbum: «There You Are».

## Lista de canciones
| N.º | Título                                                         | Duración |  |
| 1.  | «Laughing»                                                     | 3:41     |  |
| 2.  | «Just the Way You Are»                                         | 3:08     |  |
| 3.  | «So Outta Line»                                                | 2:22     |  |
| 4.  | «There You Are»                                                | 3:07     |  |
| 5.  | «You Know What I Mean»                                         | 3:24     |  |
| 6.  | «Out of the Red»                                               | 1:40     |  |
| 7.  | «Never Take the Place of Your Man (Prince)»                    | 3:49     |  |
| 8.  | «Hey»                                                          | 2:51     |  |
| 9.  | «On Your Side»                                                 | 3:04     |  |
| 10. | «22 Seconds»                                                   | 0:40     |  |
| 11. | «Kevin's Song»                                                 | 3:09     |  |
| 12. | «Know My Name»                                                 | 2:42     |  |
| 13. | «A Million Miles Away (Joey Alkes, Peter Case, Chris Fradkin)» | 2:44     |  |
| 14. | «Two Days in February»                                         | 3:11     |  |